# Światowy Kodeks Antydopingowy
Światowy Kodeks Antydopingowy – dokument określający zasady walki z dopingiem w rozgrywkach sportowych. Został zaakceptowany i przyjęty do stosowania 5 marca 2003 roku, podczas Światowej Konferencji Antydopingowej w Kopenhadze. W tym samym dniu Kodeks został podpisany przez członków Rady Fundacyjnej Światowej Agencji Antydopingowej (WADA), stając się prawnie obowiązującym dokumentem antydopingowym w środowisku sportowym.
Opracowanie Kodeksu trwało dwa lata, a w proces ten zaangażowanych było wiele instytucji  środowisk sportowych. Zastąpił on obowiązujący do tej pory Kodeks Antydopingowy Ruchu Olimpijskiego.
Światowy Kodeks Antydopingowy ma strukturę trójpoziomową:
- Poziom 1 - KODEKS - podstawowy dokument zawierający następujące elementy:
  - definicja dopingu,
  - organizacja walki z dopingiem,
  - zasady przestrzegania przepisów antydopingowych,
  - rola i odpowiedzialność uczestników działalności sportowej,
  - zasady współpracy, edukacji i wykonywania badań naukowych,
  - zasady przeprowadzania kontroli antydopingowej.

- Poziom 2 - STANDARDY MIĘDZYNARODOWE
  - lista zabronionych substancji i metod,
  - zasady przeprowadzania kontroli antydopingowej,
  - standardy akredytacji laboratoriów,
  - procedury analityczne próbek antydopingowych,
  - standardy dla edukacji i badań naukowych.

- Poziom 3 - MODELE
  - szczegółowe, "modelowe" rozwiązania oparte na przepisach Kodeksu Antydopingowego.

Dwie pierwsze części mają moc prawną, natomiast trzecia część zawiera przykłady dobrych rozwiązań z możliwością ich stosowania.